# Centro Nacional de Pesquisa em Energia e Materiais
O Centro Nacional de Pesquisa em Energia e Materiais (CNPEM) é uma reunião de quatro laboratórios nacionais brasileiros localizado no distrito de Barão Geraldo em Campinas, São Paulo, sendo o maior investimento nacional em ciência da história do Brasil. O Centro substitui a Associação Brasileira de Tecnologia de Luz Síncrotron (ABTLuS), uma organização social qualificada pelo Decreto nº 2.405, de 26 de novembro de 1997, pelo Ministério da Ciência, Tecnologia e Inovações (MCTI). O centro é responsável pela gestão do Laboratório Nacional de Luz Síncrotron (LNLS), do Laboratório Nacional de Biociências (LNBio), do Laboratório Nacional de Biorrenováveis (LNBR) do Laboratório Nacional de Nanotecnologia (LNNano) e da Ilum Escola de Ciência.

## Laboratórios nacionais
Os quatro laboratórios nacionais do CNPEM têm projetos próprios de pesquisa e participam ainda da agenda transversal de investigação coordenada pelo CNPEM, que articula instalações e competências científicas em torno de temas estratégicos. Todos os laboratórios têm seus equipamentos de pesquisas abertos à comunidade acadêmica e empresarial do Brasil e exterior.

O prédio da fonte de luz síncrotron Sirius completo em Novembro de 2018

### LNLS
O Laboratório Nacional de Luz Síncrotron opera a única fonte de luz síncrotron da América Latina e um conjunto de instrumentações científicas para análise dos mais diversos tipos de materiais orgânicos e inorgânicos.

### LNBio
No Laboratório Nacional de Biociências são desenvolvidas pesquisas em áreas de fronteira da biociência, com foco em biotecnologia e fármacos.

### LNNano
O Laboratório Nacional de Nanotecnologia realiza investigações com materiais avançados, com grande potencial econômico para o país.

### LNBR
O Laboratório Nacional de Biorrenováveis investiga novas tecnologias para a produção de etanol celulósico.